# Plămân

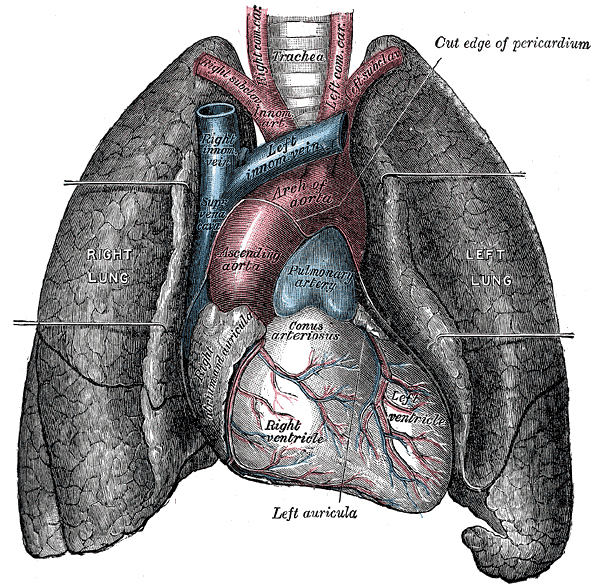
Plămân uman (cu inimă)

Plămânul este principalul organ respirator la numeroase animale de uscat, dar și la amfibieni.
La un om adult, în 24 de ore, plămânii sunt traversați de 10.000 litri de aer și 800 litri de sânge.

## Structură și amplasare
Plămânul este alcătuit dintr-un sistem de canale rezultat din ramificarea bronhiilor principale care poartă denumirea de arborele bronșic si un sistem de saci în care se află arborele bronșic și care sunt denumiți lobuli pulmonari.
Arborele bronșic este totalitatea ramificațiilor intrapulmonare ale bronhiei principale și anume: 
Bronhie principală => bronhii lobare => bronhii segmentare => bronhiole preterminale => bronhiole terminale => bronhiole respiratorii => ducte alveolare => saci alveolari => alveole pulmonare. 
Bronhiile intrapulmonare au formă cilindrică regulată, peretele lor fiind format dintr-o tunică fibro-cartilaginoasă musculară și mucoasă.
Pe măsură ce bronhiile se ramifică, fibrele musculare netede devin din ce în ce mai numeroase astfel încât bronhiolele respiratorii și terminale sunt lipite de tunica fibro-cartilaginoasă. Arborele bronșic poate prezenta dilatații patologice în care se poate strânge puroi sau secreții.
Lobul pulmonar 
Continuă ultimele ramificații ale arborelui bronșic și reprezintă unitatea morfologică și funcțională a plămânului la nivelul căruia se realizează schimbul de gaze.
Are forma unei piramide cu baza spre exteriorul plămânului și vârful spre bronhiola respiratorie.
Lobul pulmonar este constituit din bronhiole respiratorii,canale alveolare și alveole pulmonare, acestora li se adaugă vase de sânge,  limfatice și fibre nervoase.
Alveola pulmonară : peretele alveolar este format dintr-un epiteliu sub care se găsește o bogată rețea capilară la nivelul acesteia au loc schimburile gazoase. Mai mulți lobuli formează segmente pulmonare.